# Rimavská Sobota
Rimavská Sobota (Hongaars: Rimaszombat, Duits: Großsteffelsdorf) is een Slowaakse gemeente in de regio Banská Bystrica, en maakt deel uit van het district Rimavská Sobota.
De stad had tijdens de volkstelling van 2021 in totaal 22.048 inwoners, 12.812 van hen hadden het Slowaaks als moedertaal en 7.008 het Hongaars (31,79%).
Rimavská Sobota telde in 2011 24.520 inwoners waarvan er toen 30% Hongaar was. In 1910 was het aandeel nog 90%.

## Partnersteden
- Kolín (Tsjechië)
- Ózd (Hongarije)
- Tiszaújváros (Hongarije)
- Salonta (Roemenië)
- Swietochlowice (Polen)

## Geboren
- Mikuláš Konopka (1979), kogelstoter
- Lujza Blaha (1926), Hongaars actrice
- Samu Hazai (1851), Hongaars minister van Defensie

Abovce · Babinec · Barca · Bátka · Belín · Blhovce · Bottovo · Budikovany · Cakov · Čerenčany · Čierny Potok · Číž · Dolné Zahorany · Dražice · Drienčany · Drňa · Dubno · Dubovec · Dulovo · Figa · Gemerček · Gemerské Dechtáre · Gemerské Michalovce · Gemerský Jablonec · Gortva · Hajnáčka · Hodejov · Hodejovec · Horné Zahorany · Hostice · Hostišovce · Hrachovo · Hrušovo · Hubovo · Hnúšťa · Husiná · Chanava · Chrámec · Ivanice · Janice · Jesenské · Jestice · Kaloša · Kesovce · Klenovec · Kociha · Konrádovce · Kráľ · Kraskovo · Krokava · Kružno · Kyjatice · Lehota nad Rimavicou · Lenartovce · Lenka · Lipovec · Lukovištia · Martinová · Neporadza · Nižný Skálnik · Nová Bašta · Orávka · Ožďany · Padarovce · Pavlovce · Petrovce · Poproč · Potok · Radnovce · Rakytník · Ratkovská Lehota · Ratkovská Suchá · Riečka · Rimavská Baňa · Rimavská Seč · Rimavská Sobota · Rimavské Brezovo · Rimavské Janovce · Rimavské Zalužany · Rovné · Rumince · Slizké · Stará Bašta · Stránska · Studená · Sútor · Šimonovce · Širkovce · Španie Pole · Štrkovec · Tachty · Teplý Vrch · Tisovec · Tomášovce · Uzovská Panica · Valice · Včelince · Večelkov · Veľké Teriakovce · Veľký Blh · Vieska nad Blhom · Vlkyňa · Vyšné Valice · Vyšný Skálnik · Zacharovce · Zádor · Žíp